# Protosmia sideritis
Protosmia sideritis är en biart som beskrevs av Borek Tkalcu 1978. Protosmia sideritis ingår i släktet Protosmia och familjen buksamlarbin. Inga underarter finns listade i Catalogue of Life.